# Felix Krautkrämer
Felix Krautkrämer (* 1979 in Freiburg im Breisgau) ist ein deutscher Journalist und Publizist der Neuen Rechten. Er war Online-Chef und Redaktionsleiter für Innenpolitik der Wochenzeitung Junge Freiheit. Mittlerweile arbeitet er als Büroleiter im deutschen Bundestag.

## Leben
Krautkrämer studierte Geschichte, Politikwissenschaft und Öffentliches Recht. Er ist Mitglied der katholischen Studentenverbindung KDStV Hohenstaufen zu Freiburg.
Krautkrämer kam im November 2007 zur Jungen Freiheit und ist dort Redaktionsleiter für Innenpolitik und Online-Chef. Darüber hinaus publizierte er mehrere in der JF Edition erschienene Monografien und veröffentlichte u. a. in den Zeitschriften Gegengift, Zur Zeit, Sezession und Burschenschaftliche Blätter, die der Neuen Rechten zugerechnet werden.
Er ist Vater von vier Kindern und lebt in Berlin.

## Publizistische Tätigkeit
In seinem Buch Die offene Flanke der SPD versuchte Krautkrämer, unter anderem den SPD-Politikern Stephan Braun und Ute Vogt, die ein kritisches Buch über die Junge Freiheit herausgegeben hatten, linksextremistische Kontakte nachzuweisen. Braun und das Informationsportal gegen Rechtsextremismus Blick nach Rechts erwirkten Unterlassungserklärungen gegen Krautkrämer und die Junge Freiheit. Die Behauptungen – die sich auch gegen die Fachjournalisten für Rechtsextremismus, Anton Maegerle und Andreas Speit, richteten – waren vom Focus-Chef vom Dienst Michael Klonovsky kolportiert worden. Der Herausgeber von Blick nach Rechts, Helmut Lölhöffel, sprach von einer „Kampagne“ des Focus und der Jungen Freiheit, die ebenso die Bundesvorsitzende der Jusos, Franziska Drohsel, betraf. Durch den Chefredakteur der Jungen Freiheit Dieter Stein veranlasst, wurde das Buch in einer zweiten überarbeiteten Auflage an Abgeordnete in ganz Deutschland versandt.
Für Krautkrämers Buch Das linke Netz verfasste der frühere Generalbundesanwalt Alexander von Stahl, ehemals Prozessbevollmächtigter der Jungen Freiheit, das Vorwort. Bei der Frankfurter Buchmesse 2010 wurde das Werk von Stein und Krautkrämer am JF-Messestand vorgestellt. Eine weitere Veranstaltung zum Themenbereich „Medien und Debatte“ erfolgte mit Felix Menzel, Herausgeber der Blauen Narzisse. Zwei Jahre später trat Krautkrämer mit Erik Lehnert, Geschäftsführer des Instituts für Staatspolitik, zum Thema „60 Jahre Bundeszentrale für politische Bildung“ auf. Der Rechte Rand kommentierte die Veranstaltung mit: „Feindbild BpB“.
Auf der Leipziger Buchmesse 2013 stellte Krautkrämer das im Ares-Verlag erschienene Buch Nur für den Dienstgebrauch. Als Verfassungsschutzchef im Osten Deutschlands des ehemaligen Landesverfassungsschutzpräsidenten Helmut Roewer vor.
Zusammen mit Dieter Stein führte er im Frühjahr 2014 anlässlich der Veröffentlichung seines Buches über die Alternative für Deutschland (AfD) mit deren Landtagsspitzenkandidaten Frauke Petry und Alexander Gauland Gespräche über die Möglichkeiten der neuen Partei.
Krautkrämer referierte zu seinen Buchthemen auch bei Studentenverbindungen wie der Berliner Burschenschaft Gothia, der Burschenschaft Thessalia Prag und bei der Münchner Burschenschaft Cimbria, die teilweise der Identitären Bewegung nahestehen.

## Rezeption
Der SPD-Politiker und Leiter des Projekts Endstation Rechts, Mathias Brodkorb, rezensierte Krautkrämers zweite Auflage des Buches Die offene Flanke der SPD. Krautkrämer werfe „mit Begriffen wie ‚linksextrem‘, ‚linksradikal‘, ‚autonom‘, ‚antideutsch‘ und ‚antifaschistisch‘ um sich, ohne auch nur ein einziges Mal Rechenschaft darüber abzulegen, was er denn warum darunter versteht.“ Weiter kommentierte er die „Krautkrämer-Kampfschrift“: „[…] es ist in höchstem Maße unglaubwürdig, sich selbst als Zeitung gegen die Erwähnung in Verfassungsschutzberichten gerichtlich zur Wehr zu setzen, […] beim politischen Gegner aber nicht einmal eine Spur der Zurückhaltung oder kritischen Distanz zu üben.“
Auch das Werk Das linke Netz wurde von Brodkorb auf Endstation Rechts kritisch kommentiert: „[…] ein Glanzstück politischer Satire […], nach dessen Lektüre bei Eingeweihten wohl kaum ein Auge trocken bleiben dürfte.“ Krautkrämer konstruiere „mit Raffinesse, Souveränität und einem lebendigen Schuss Phantasie ein ‚linkes Netz‘“. Wohlwollende Rezensionen erschienen u. a. in den Burschenschaftlichen Blättern. Aufgrund seiner publizistischen Tätigkeit wird er von antifaschistischer Seite zur „Akademischen Anti-Antifa“ gezählt. Der Extremismusforscher Armin Pfahl-Traughber bezeichnete die Schriftenreihe Studien Extremismus und Freiheit, in die Krautkrämers Buch aufgenommen wurde, als „pseudowissenschaftlich“ und die Publikationen darin als „politisch motiviert“.
Sein Buch über die AfD wurde u. a. bei der NZZ am Sonntag und der Frankfurter Rundschau rezensiert. Für die Frankfurter Rundschau befand Thomas Kröter, es zeichne „ausführlich den Konflikt der Parteiführung mit Mitgliedern nach, die die AfD noch weiter rechts positionieren wollen.“

## Schriften (Auswahl)
- Die offene Flanke der SPD. Der Fall Stephan Braun und die Zusammenarbeit von Sozialdemokraten mit Linksextremisten (= Studien Extremismus und Freiheit. Heft 1). 2. erweiterte Auflage, Edition JF, Berlin 2008, ISBN  978-3-929886-29-0.
- Das linke Netz. Das Zusammenspiel zwischen der Wochenzeitung „Die Zeit“, dem „Netz Gegen Nazis“, der Bundeszentrale für Politische Bildung und der linksextremen Szene (= Studien Extremismus und Freiheit. Heft 2). Edition JF, Berlin 2010, ISBN 978-3-929886-35-1.
- Aufstieg und Etablierung der „Alternative für Deutschland“. Geschichte, Hintergründe und Bilanz einer neuen Partei. 2. erweiterte Auflage, JF Edition, Berlin 2014, ISBN 978-3-929886-44-3.